# Chalet Granite Park
Le chalet Granite Park (en anglais Granite Park Chalet) est un chalet-hôtel situé au cœur du parc national de Glacier dans l'État du Montana, aux États-Unis. 
Le chalet fut construit en 1914 par la compagnie ferroviaire Great Northern Railway et fait partie des Great Northern Railway Buildings, un National Historic Landmark depuis 1987. Après le col de Logan, en longeant la route Going-to-the-Sun Road, le chalet est accessible après une marche d'environ 10 km. Le chalet est aussi accessible par le sentier nommé Loop Trail (7 km pour 700 mètres de dénivelé) et le sentier Swiftcurrent Trail (10 km pour 750 mètres de dénivelé environ). Les sentiers sont uniquement accessibles aux marcheurs et aux cavaliers (véhicules interdits). Les clients de l'hôtel doivent préparer leur propre nourriture dans la cuisine de l'hôtel,,,.